# بحران قانونی استرالیا (۱۹۷۵)
بحران قانونی استرالیا (انگلیسی: 1975 Australian constitutional crisis)، به‌طور مخفف معروف به واقعه عزل، در ۱۱ نوامبر ۱۹۷۵ با عزل نخست‌وزیر گاف ویتلم از حزب کارگر توسط فرماندار کل جان کر و جایگزینی او با رهبر اقلیت مالکوم فریزر از حزب لیبرال به اوج خود رسید. در مجلس نمایندگان استرالیا اکثریت از ویلتم پشتیبانی می‌کرد. نتیجتاً سخنگوی (رئیس) مجلس از ملکه درخواست کرد که در موضوع مداخله کرده و تصمیم جان کر را معلق اعلام کند. اما الیزابت با توضیح اینکه در تصمیمی که قانون اساسی استرالیا به فرماندار کل داده‌است دخالت نخواهد کرد، درخواستش را رد کرد. ماجرای ویلتم و کر، که آن را بزرگ‌ترین بحران قانونی تاریخ استرالیا لقب داده‌اند، باعث شد گرایش به جمهوری‌خواهی در آن کشور افزایش پیدا کند.